# 腐ったリンゴ

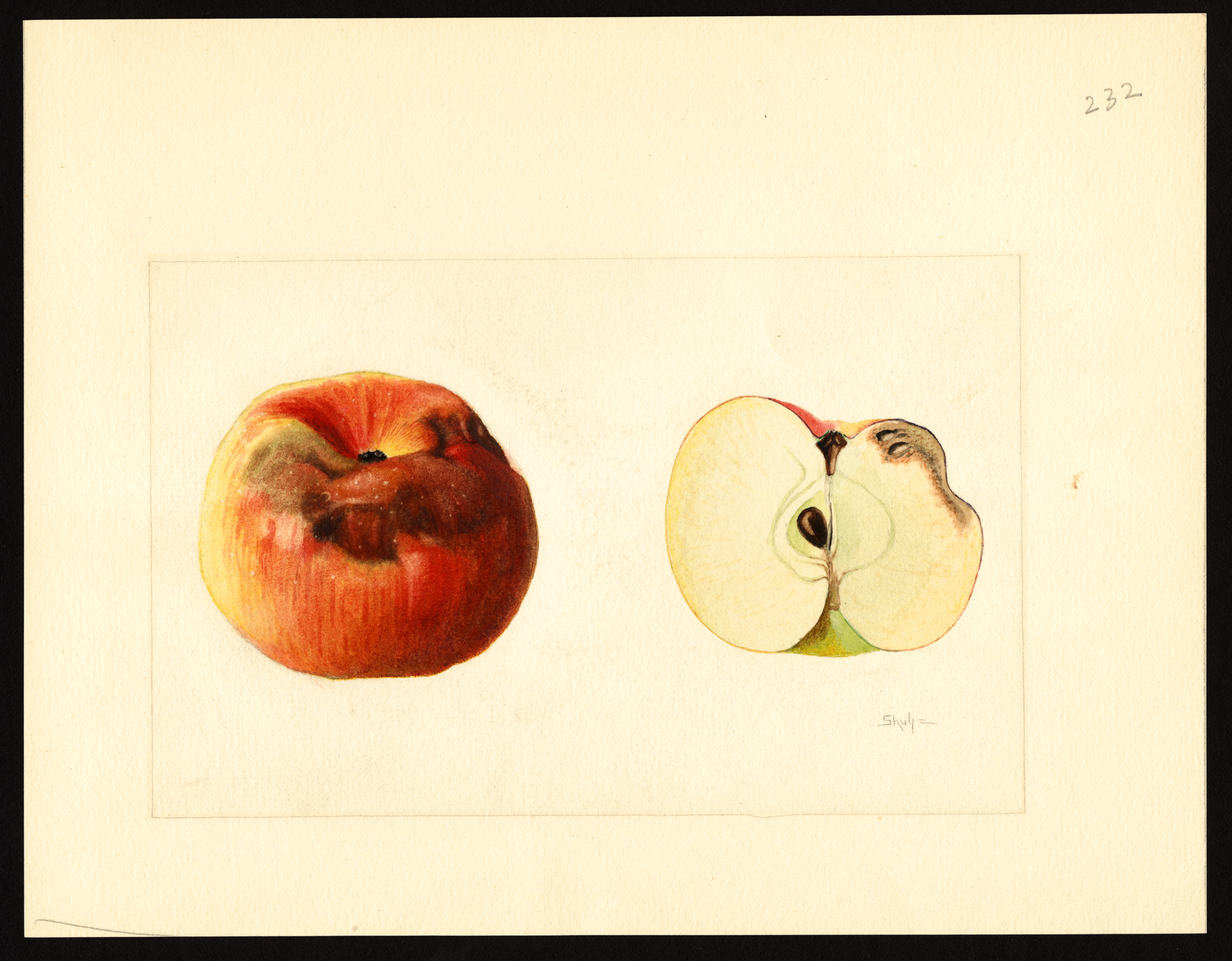
「腐ったリンゴ」を描いた水彩画

腐ったリンゴ (英: bad apples、または、rotten apples) とは、集団内における腐敗した人物、または邪悪な人物からの悪影響を指すメタファーである。この概念は、時代の流れに伴い「少数の腐ったリンゴ」が集団の残りの大多数を代表しないことを指す、元来とは逆の意味で使われている。また、後者の用例は、アメリカ合衆国における警察不祥事へ触れる文脈で散見される。
日本語では「腐ったミカン」という表現も広く知られている。

## 概要

### 歴史
腐ったリンゴのメタファーの基となる格言「One bad apple spoils the barrel. (1個の腐ったリンゴで樽全体が駄目になる) 」は、1340年の「Ayenbite of Inwyt」に中英語での類型が出現しており、その意味は「A rotten apple will spoil a great many sound ones. (1個の腐ったリンゴは莫大な量の健康なリンゴを駄目にする) 」である。ラテン語では、これ以前より使われていたと推測されるが、起源は定かではない。近代英語での初出はベンジャミン・フランクリンの1736年の著書『貧しいリチャードの暦 (原題 : Poor Richard's Almanack) 』で「the rotten apple spoils his companion (腐ったリンゴは仲間も駄目にする) 」と別言して使われた。また19世紀には説教の中で「As one bad apple spoils the others, so you must show no quarter to sin or sinners. (1個の腐ったリンゴが他のリンゴを腐らせるのだから、罪悪や罪人に慈悲を与えてはならない) 」と解かれることで広まった。
腐ったリンゴのメタファーは、19世紀末に廃れたものの、20世紀以降、新たな意味で使われるようになった。言語学者のベン・ジマーは、この言葉は「少数の腐ったリンゴ」は集団を代表しないといった使われ方へ変化し、正反対の意味となったと指摘している。ジマーは、この変化について、現代の食料品店においては、リンゴは1個単位で販売され、腐ったリンゴが陳列されることは稀であるという販売形態の変容に影響を受けており、人々がリンゴが樽に貯蔵されるという考えをもっていない可能性を主張している。また、ジマーは、腐ったリンゴの元来のイメージが薄れたことにより、新たな意味を与えることができたと述べ、この変化はオズモンズの1971年の楽曲『ワン・バッド・アップル』の一節「One bad apple don’t spoil the whole bunch, girl. (1つのリンゴが駄目でも全て駄目にはならないさ) 」により固定化された可能性を示唆している。
法句経『ウダーナヴァルガ』にも類似の一節がある。「それ故に、賢者は、自分は、果物籠が（中にいれる果物に）影響されるようなものであるということわりを見て、悪人と交るな。善人と交れ。」

### 科学的根拠
リンゴの腐敗が周囲に及ぼす影響には科学的根拠が存在する。腐ったリンゴはエチレンガスを生成し老化を早め、他のリンゴのエチレンの生成を増加させるという相互作用が発生する。結果として追熟が急速に進み、周囲のリンゴの腐敗を招く現象が起こる。

## 現代の用例

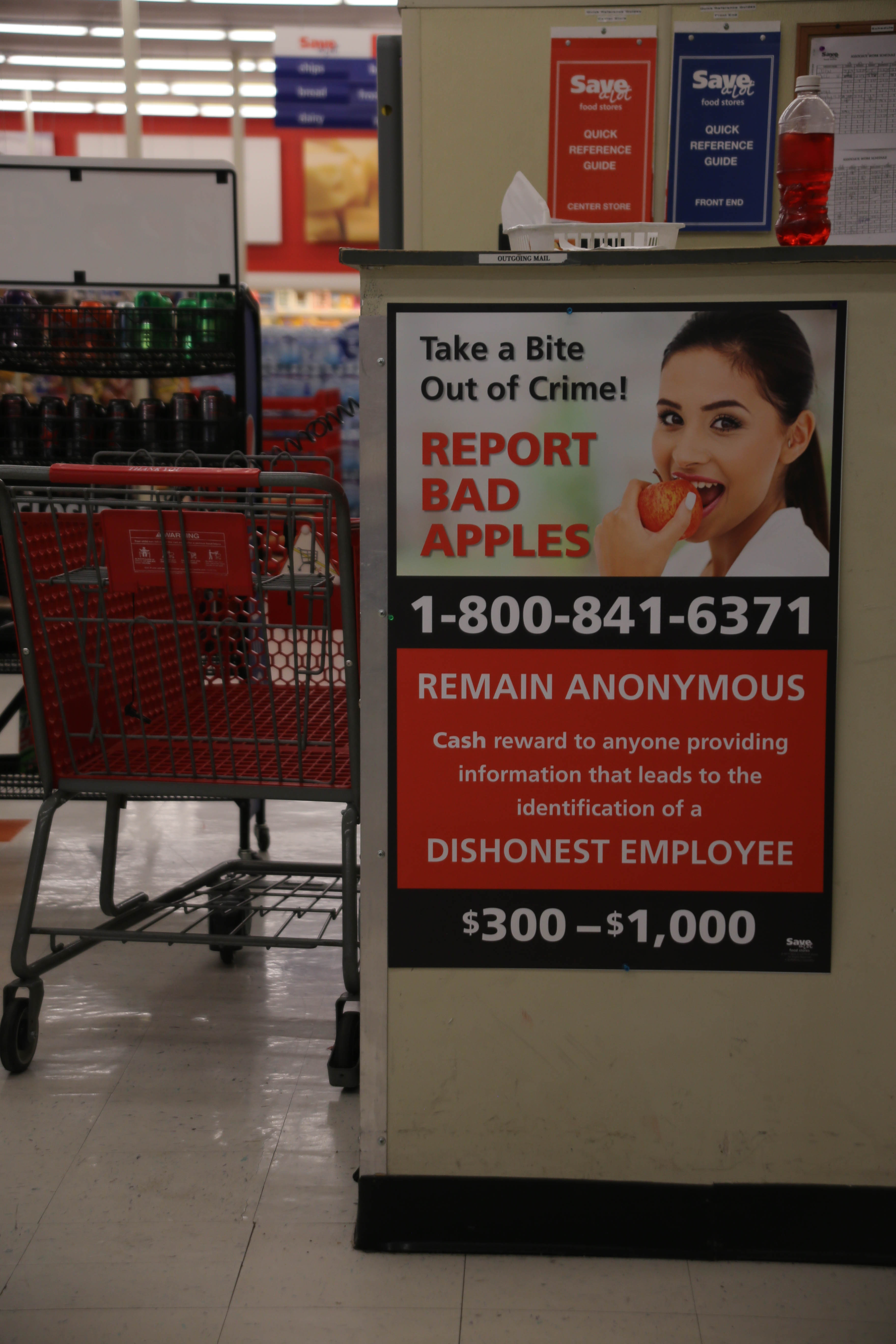
スーパーマーケットSave-A-Lotに掲示してあるポスター。不誠実な「腐ったリンゴ」のスタッフを報告するよう求めている。

### 大統領発言
アメリカ陸軍によるアブグレイブ刑務所における捕虜虐待が表面化した際、マスコミにより、捕虜虐待を行った「少数の腐ったリンゴ」に責任があるとジョージ・W・ブッシュ政権が非難したように特徴づけられた。
バラク・オバマは、何千人ものアメリカ人が健康保険を失った後の2013年の演説において、腐ったリンゴの保険会社に原因があると主張し、彼の推し進めた医療保険法を擁護した。

### 警察批判
腐ったリンゴのメタファーは、警察官が不祥事の疑いにより批判された際に、警察組織を擁護するために、警察擁護派の政治家、自治体、あるいは警察自身によって用いられてきた。メタファーは、批判された少数の警官が残りの警官の業績や行動へ反映しないことを表している。
警察擁護派の警官によるメタファーの使用は、ロドニー・キング事件の後に初めて記録され、次いでマイケル・ブラウン、アルトン・スターリング、フィランド・キャスティル、ブリオナ・テイラーへの銃撃事件、そしてジョージ・フロイド事件で用いられた。ドナルド・トランプは2020年6月のダラスでの演説で、警官の擁護に腐ったリンゴのメタファーを使用し、あらゆる組織に腐ったリンゴは存在しており、市民を守るための警察は必要であると主張した。2020年9月29日に行われたアメリカ合衆国大統領選挙討論会では、司法制度における人種間の不平等について問われた際、ジョー・バイデンは、腐ったリンゴのメタファーを用いつつ、警察官の大多数は「善良で、礼儀正しい、立派な人間」であると主張し、警察を擁護した。
警察に批判的な人は、警察自体が根本的な欠陥を持つ、人種差別的体制であると異議を唱え、このメタファーを否定している。また、黒人が白人に比べ、不釣り合いに警察の標的となっていることや、警察の起源が奴隷パトロールにあることを引き合いに出して、欠陥は修繕不可能であるとし、現状の警察組織の改革に効果は無く、警察自体を廃止すべきであると主張している。ラショーン・レイといった批評家は、腐ったリンゴのメタファーへの通俗的な反論 (カウンターメタファー) として「警察官を暗喩するリンゴは、その木の根から腐っており、植え替えなければならない」と、腐ったリンゴのメタファーを使用している。
アナキスト作家のクリスチャン・ウイリアムズは、著書「Our Enemies in Blue: Police and Power in America」の中で、腐ったリンゴの議論は、警察組織が批判や改革を避けるために、少数の警察官に責任を押し付ける手段であると主張した。

### 日本語における用例
日本では「腐ったミカン」という表現を用いることが多い。1980年（昭和55年）～1981年（昭和56年）に放送されたテレビドラマ『3年B組金八先生第2シリーズ』で転校生加藤優のエピソードで、不良生徒の悪影響を例えて言った言葉である。同じ箱の中に一つの「腐ったミカン」があると、他のミカンにも腐敗が広まることから、学校のクラスの中に不良生徒が一人居るとクラス全体に悪影響を与えることを「腐ったミカン」という表現が用いられ、同ドラマの影響で日本では「腐ったミカン」の表現が定着した。
1995年11月に次期日本代表監督就任に内定していた当時のヴェルディ川崎の監督だったネルシーニョが、長沼健日本サッカー協会 (JFA) 会長の"鶴の一声"により、これを白紙に戻され、ハラを立てたネルシーニョは、来日2年目だったが、「腐ったリンゴ」とは言わず、「JFAには腐ったミカンがいる」と猛烈批判した所謂「ネルシーニョ事件」が起きた。
2020年、Fortniteを運営するEpic GamesのTwitter日本語版公式アカウントは、アプリ内課金の手数料を巡って対立していたAppleのことを「腐ったリンゴ」と表現した。